# 米爾頓鎮區 (堪薩斯州馬里昂縣)
米爾頓鎮區（英語：Milton Township）為美國堪薩斯州馬里昂縣轄下的鎮區。2010年美国人口普查中此鎮區人口有310人。

## 地理
米爾頓鎮區涵蓋總面積為77.5平方（29.93平方英里），其中陸地面積為77.4平方（29.89平方英里），水域面積為0.10平方（0.04平方英里）或0.13%。海拔高度1,453（4,767英尺）。

## 人口統計
根據2010年美國人口普查，米爾頓鎮區人口有310人，其中男性有169人，女性有141人，人口密度為每平方公里4.00人，住房計155戶。鎮區內的白人有301人，非裔美國人有3人，美洲原住民有2人，亞裔美國人有0人，太平洋島裔美國人有1人，其他種族有1人，混血種族則有2人。此外鎮區內有3人為西班牙裔或拉丁裔美國人。此鎮區之年齡中位數為41.0歲，而男性年齡中位數為35.8歲，女性年齡中位數為0.0歲。

## 交通

### 主要公路
- 77號美國國道